# Mort évidente
Au Québec, le terme « mort évidente » fait référence à une situation où l'arrêt des fonctions vitales d'un individu est tellement irréversible que la mort est considérée comme « évidente ». Dans ce cas, aucune manœuvre de réanimation n'est prescrite. De plus, le constat de décès peut être fait par deux agents de paix (normalement, le constat de décès doit être fait par un médecin au Québec). 

## Critères de mort évidente
La mort évidente est définie dans le règlement sur l’identification, le transport, la conservation, la garde et la remise des cadavres, objets et documents à l’article cinq. La définition repose sur neuf critères stricts définis dans le règlement. Pour que la mort soit considérée évidente, le cadavre doit présenter au moins un des signes suivants :
- décapitation ;
- section complète du corps ;
- compression complète du crâne ;
- évidement du crâne ;
- putréfaction avancée ;
- adipocire ;
- momification ;
- ou calcination.

Par ailleurs, si le cadavre se présente sous forme d'ossements il s'agit aussi d'une mort évidente au sens du règlement.

### Ossements
Cette situation en est une où la reconnaissance est facile, il ne reste que le squelette, seul ou partiellement encore recouvert par des tissus.

### Décapitation
Il y a décapitation si la tête est partiellement ou complètement séparée du corps, mais aussi si certains tissus sont encore rattachés au tronc, comme certains os, nerfs ou muscles.

### Sectionnement complet du corps
Il y a sectionnement complet du corps si à un endroit le tronc est complètement séparé du reste du corps, mais aussi si certains tissus sont encore rattachés ensemble, comme certains os, nerfs ou muscles.

### Compression complète du crâne
Compression très importante du crâne. Généralement, il sera difficile de reconnaître les structures anatomiques du visage et de la tête.

### Évidement du crâne
Matière cérébrale complètement ou partiellement sortie du crâne. Cette situation suppose la présence de lacérations majeures associées à une ou des fractures du crâne.

### Putréfaction avancée
Forme de décomposition causée par les bactéries. Il y a suintement, gonflement et friabilité des tissus. La coloration de la peau peut-être noirâtre ou bleutée. L'odeur nauséabonde est caractéristique. Certains insectes nécrophages peuvent être remarqués. Une seule partie du corps peut être décomposée de cette façon, il n'est pas nécessaire que tout le corps soit ainsi décomposé.

### Adipocire
État du cadavre lorsque le décès a lieu dans des conditions bien spécifiques d’humidité et de froid. Ces cas sont rares. Le corps ressemble à une statue de cire et lorsque l’on touche le corps, la texture ressemble à celle d’un pain de savon mouillé. Il n’y a aucune décomposition ni odeur de décomposition.

### Momification
Situation où il y a eu dessèchement des tissus. La peau est fine et friable. Les tissus graisseux ont presque complètement disparu. Le squelette est deviné à travers la peau.

### Calcination
Le cadavre est complètement brûlé. Le corps n'est pas identifiable et les structures anatomiques sont souvent difficiles à  reconnaître. Les membres peuvent n’être que des moignons.